# رونالد ليفي
رونالد ليفي (بالإنجليزية: Ronald Levy)‏ هو طبيب وعالم أمريكي في جامعة ستانفورد متخصص في سرطان الغدد الليمفاوية. بما في ذلك لمفوما لاهودجكينية ولمفوما بيركت ومرض هودجكين. بحوثه تبحث كيف يمكن تسخير جهاز المناعة لمحاربة سرطان الغدد الليمفاوية.